# Komlóssy Ferenc (színművész)
Szelecsényi Komlóssy Ferenc Dániel (Pest, 1797 – Pest, 1860. január 13.) színész, színházigazgató, drámaíró, műfordító. Kövérné Komlóssy Ida apja.

## Pályája
1811-ben már a pesti rondellában játszott gyermekszerepeket. Neve először csak az 1813-ban fordul elő a szereplők nevei között (Komlósi Ferencz úr). Attól kezdve megszakítás nélkül a vidéki színészet aktív tagja volt. 1814-ben több alkalommal Székesfehérváron, 1815–1818 között Miskolcon játszott; 1818-tól Horváth József igazgató alatt a székesfehérvári társulattal különböző városokban szerepelt. 1823-ban felesége, Czégényi Erzsébet (1805–1855) színésznő is tagja volt a társulatnak.
1827-ben Komáromban Horváth József megbukott és Komlóssy vette át a társulat igazgatását. 1834 novemberében a kassai színházhoz ment igazgatónak, ekkortól leányai, Ida (később Kövér Lajos felesége és a pesti Nemzeti Színház tagja) és Paulina szintén a társaság tagjai voltak. 1838-ban elhagyta Kassát, szeptember 16-án a pesti Nemzeti Színház rendezője és gazdasági főfelügyelője lett. 1839-ben feleségével együtt elhagyta Pestet és új társaságot alakítva vándorolt az országban. 1844-ben Hegedűs Lajossal szövetkezett; az igazgatásuk alatt levő társulat játszott Győrben 1844. október 20-tól 1845. március 10-ig. Végül Komlóssy megunta a vándoréletet, és a Nemzeti Színházhoz fölvették könyvtárnoknak; később gondnok is volt.

## Munkái
Komlóssy Ferenc hat eredeti színdarabot írt, de főként drámafordításaival szerzett érdemeket. Ezek számát ő maga 197-re tette (Szinház Látcső, 1860. 6. szám). Így szinte az egész repertoárt ő látta el színművekkel. Eredeti darabjai, melyek kéziratban maradtak:

### Nyomtatásban megjelent munkái
- István első királyunk koporsója (Nemzeti historia, dráma három felv., Székesfehérvár, 1823)
- A tudálékos (Vígjáték öt felv. Kotzebue után magyar játékszínre alkalmaztatva Pozsony, 1826)
- Siklósi borzasztó két éjtszaka (Nemzeti szomorújáték négy felv. Trejtschke G. Fr. után ford.; Székesfehérvár, 1827.)
- István, magyarok első jótevője (Nemzeti dráma egy felv. Sopron, 1829. Kotzebue színműve, melyet a pesti német színház megnyitására írt)
- Angolosan (Vígj. két felv., Körner után magyarosítva. Pest, 1863).